# Magisk
Эмиль Хоффманн Рейф (род. 5 марта 1998, Орхус), более известный как Magisk (ранее Magiskb0Y) — профессиональный датский киберспортсмен по Counter-Strike 2. Четырёхкратный победитель мейджор турниров.

## Карьера

### 2015—2016
Magisk начинал свою карьеру с любительских датских команд, а затем присоединился к SK Gaming, однако коллектив не добился значимых побед. Позднее Magisk перешел в организацию Team Dignitas, в составе которой одержал победу на EPICENTER 2016. По результатам сезона Magisk занял 14-е место в рейтинге 20 лучших игроков года по версии HLTV.

### 2017
3 января 2017 года ФК Копенгаген объявил о запуске нового киберспортивного бренда North, от имени которого будет выступать ранее уволенный состав Dignitas. В июле North решили заменить Magisk на Вальдемара «valde» Вангсе ввиду неутешительных результатов. В августе Magisk присоединился к новому европейскому составу OpTic Gaming.

### 2018—2019
В январе 2018 года Magisk был подписан датской командой Astralis. По результатам 2018 года Astralis выиграли 8 крупных турниров, в том числе FACEIT Major: London 2018, а Эмиль занял 7-е место в рейтинге 20 лучших игроков года по версии HLTV. В 2019 году Astralis одержали победу на StarLadder Berlin Major 2019 и IEM Katowice 2019 Major, где Magisk стал MVP турнира. По итогам года Эмиль занял 5-е место в рейтинге 20 лучших игроков года по версии HLTV.

### 2020—2024
По итогам 2020 года Magisk занял 11-е место в рейтинге 20 лучших игроков года по версии HLTV.
В декабре 2021 года Magisk покинул Astralis вместе с Питером «dupreeh» Расмуссеном и тренером Дэнни «Zonic» Сёренсеном, а 5 января 2022 года трио было подписано организацией Vitality.
21 мая 2023 года Magisk в составе Team Vitality выиграл Blast Paris Major 2023. 4 ноября Эмиль покидает Vitality и 16 декабря присоединяется к Team Falcons.

## Достижения
- Самый ценный игрок BLAST Pro Series: Lisbon 2018 и IEM Katowice Major 2019.
- Портал HLTV признал Эмиля 14-м лучшим игроком 2016 года[3], 7-м лучшим игроком 2018 года[7], 5-м лучшим игроком 2019 года[10] и 11-м лучшим игроком 2020 года[11].